# Bräcke
Pour les articles homonymes, voir Bracke.
Bräcke est une localité suédoise, chef-lieu de la commune de Bräcke dans le comté de Jämtland. 1 467 personnes y vivaient en 2020.

## Géographie
La localité est située près du lac Revsundssjön, à 70 km au sud-est d'Östersund. Le chemin de fer a été un facteur important dans le développement de Bräcke. La ville est située le long de la ligne centrale et est le point de départ de la ligne principale de l'Upper Norrland. La route européenne E14 passe par Bräcke et se dirige vers Kälarne.

## Images

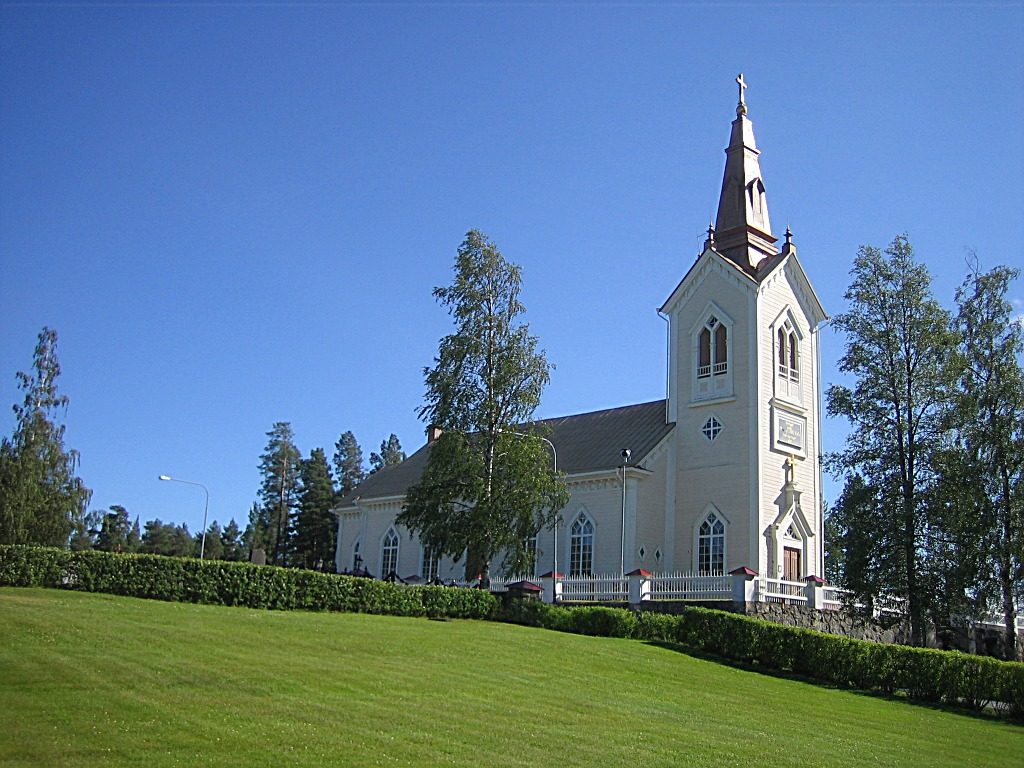
Église
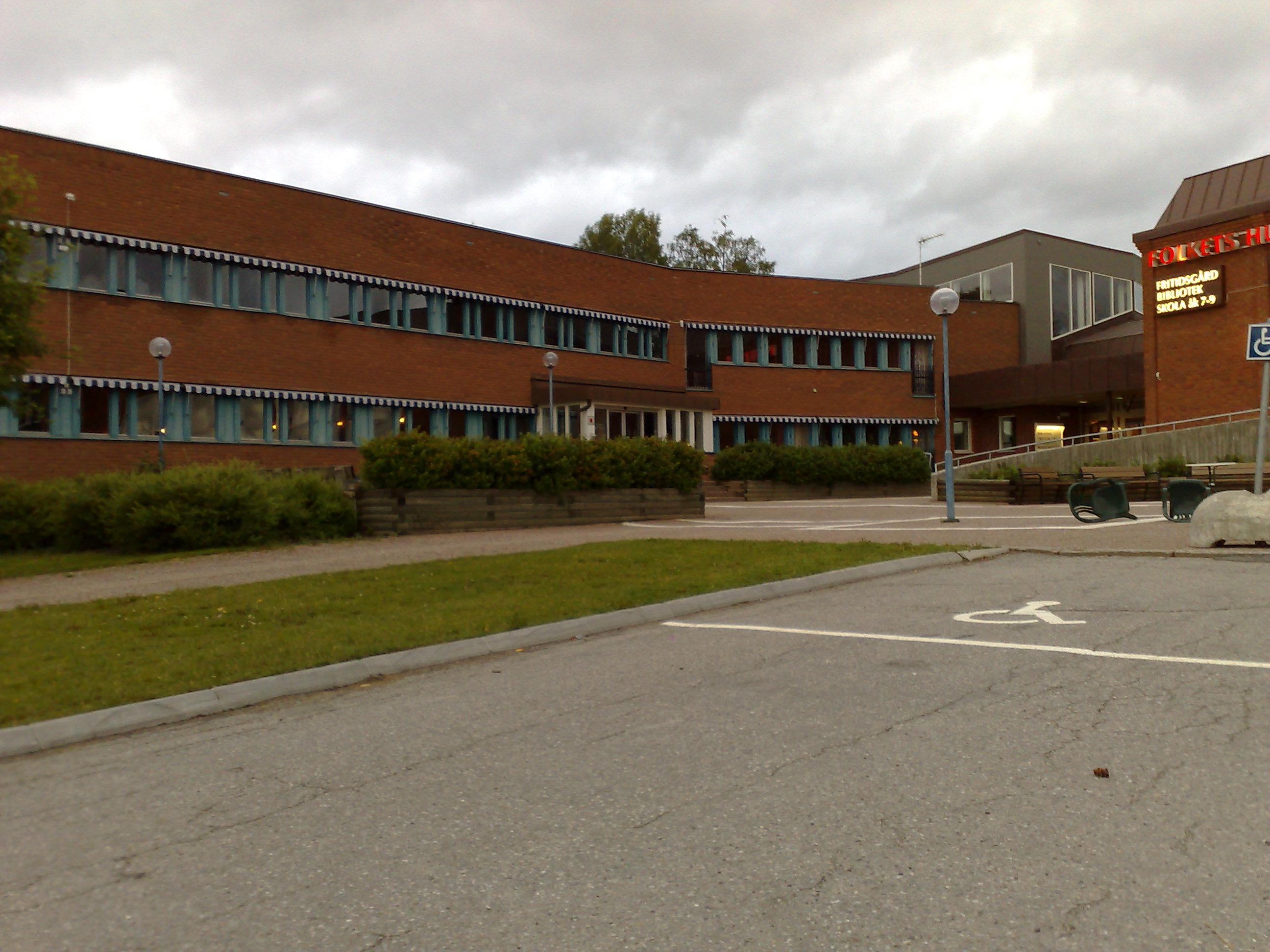
Municipalité
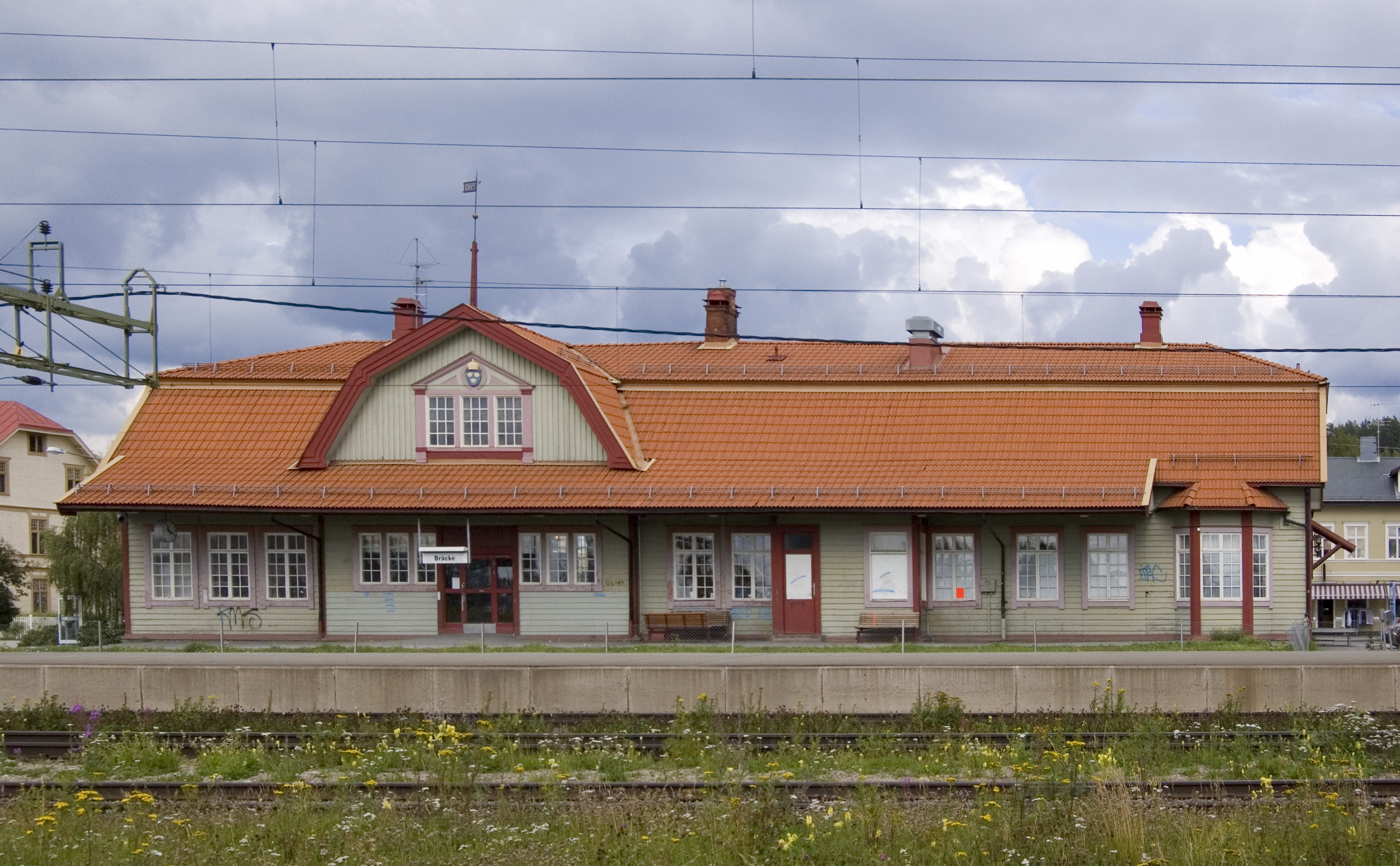
Gare